# Partridge Point Brook
Der Partridge Point Brook ist ein etwa 90 km langer Zufluss der Labradorsee im Osten von Labrador in der kanadischen Provinz Neufundland und Labrador.

## Flusslauf
Das Quellgebiet des Partridge Point Brook liegt 27 km nordnordwestlich vom Westende der Bucht Double Mer auf einer Höhe von etwa 350 m. Der Partridge Point Brook fließt anfangs knapp 40 km nach Osten. Anschließend wendet er sich 5 km nach Südosten, bevor er nach Südwesten abbiegt. Bei Flusskilometer 25,8 und 3,4 überwindet der Fluss jeweils einen Wasserfall. Diese gelten jedoch nicht als besonderes Hindernis für Wanderfische. Der Partridge Point Brook mündet schließlich in das Nordufer der langgestreckten Bucht Double Mer, die nördlich des Lake Melville liegt und sich zur Groswater Bay hin öffnet. Die Flussmündung befindet sich etwa 5 km vom westlichen Buchtende entfernt. Die Gemeinde Rigolet befindet sich 72 km weiter östlich. Das Einzugsgebiet des Partridge Point Brook umfasst 855 km². Im Westen grenzt es an das des Main River.

## Flussfauna
Es wird angenommen, dass die anadrome Form des Bachsaiblings häufig im Partridge Point Brook vorkommt. Daneben kommt wohl eine kleine Population an Lachsen im Flusssystem vor.